# NGC 124
NGC 124는 고래자리 방향에 있는 나선 은하이다.